# Expedition 54

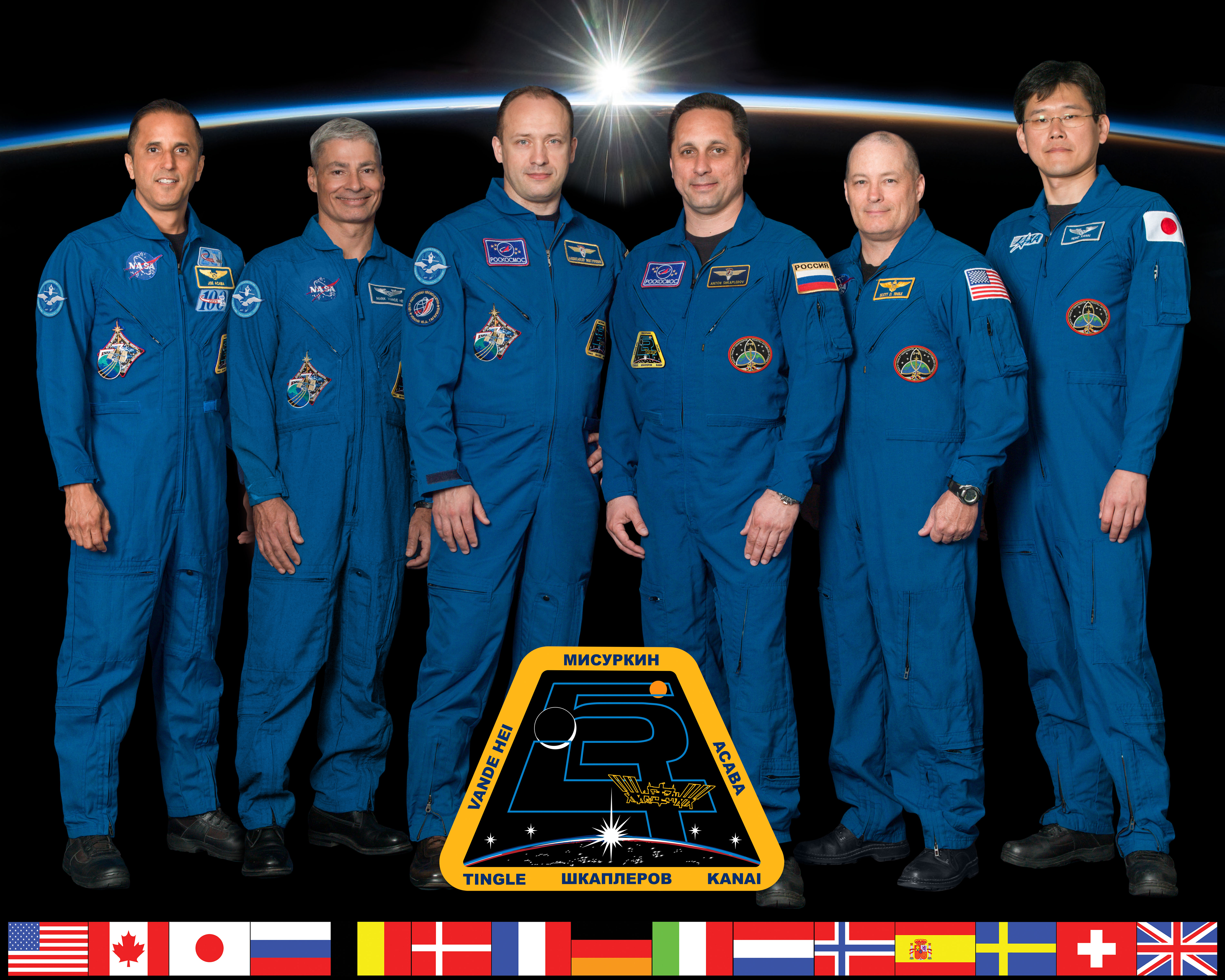
Expedition 54 besättning.

Expedition 54 är den 54:e expeditionen till Internationella rymdstationen (ISS). Expeditionen började den 14 december 2017 då delar av Expedition 53s besättning återvände till jorden med Sojuz MS-05.
Anton N. Sjkaplerov, Scott D. Tingle och Norishige Kanai anlände till stationen med Sojuz MS-07 den 17 december 2017.
Expeditionen avslutades 27 februari 2018, då Aleksandr Misurkin, Mark T. Vande Hei och Joseph M. Acaba återvände till jorden med Sojuz MS-06.

## Besättning
| Position       | Första delen (14 - 17 december 2017)         | Andra delen (17 december 2017 - 27 februari 2018) |
| -------------- | -------------------------------------------- | ------------------------------------------------- |
| Befälhavare    | Aleksandr Misurkin, RSA Hans andra rymdfärd  | Aleksandr Misurkin, RSA Hans andra rymdfärd       |
| Flygingenjör 1 | Mark T. Vande Hei, NASA Hans första rymdfärd | Mark T. Vande Hei, NASA Hans första rymdfärd      |
| Flygingenjör 2 | Joseph M. Acaba, NASA Hans tredje rymdfärd   | Joseph M. Acaba, NASA Hans tredje rymdfärd        |
| Flygingenjör 3 |                                              | Anton N. Sjkaplerov, RSA Hans tredje rymdfärd     |
| Flygingenjör 4 |                                              | Scott D. Tingle, NASA Hans första rymdfärd        |
| Flygingenjör 5 |                                              | Norishige Kanai, JAXA Hans första rymdfärd        |